# Prieto Diaz
Prieto Diaz (Bayan ng Prieto Diaz) är en kommun i Filippinerna. Kommunen ligger på ön Luzon, och tillhör provinsen Sorsogon. Folkmängden uppgår till 22 442 invånare år 2015.

## Barangayer
Prieto Diaz är indelat i 23 barangayer.
| - Brillante (Pob.) - Bulawan - Calao - Carayat - Diamante (Pob.) - Gogon - Lupi - Manlabong - Maningcay De Oro (Pob.) - Perlas (Pob.) - Quidolog - Rizal | - San Antonio - San Fernando - San Isidro - San Juan - San Rafael - San Ramon - Santa Lourdes - Santo Domingo - Talisayan - Tupaz (Pob.) - Ulag |